# Kaposkeresztúr, Somogy
Kaposkeresztúr  este un sat în districtul Kaposvár, județul Somogy, Ungaria, având o populație de 335 de locuitori (2011). 

## Demografie
Componența etnică a satului Kaposkeresztúr
     Maghiari (82,07%)
     Romi (16,03%)
     Germani (1,09%)
     Români (0,82%)
Componența confesională a satului Kaposkeresztúr
     Romano-catolici (79,7%)
     Fără religie (6,27%)
     Necunoscută (13,13%)
     Reformați (0,9%)
Conform recensământului din 2011, satul Kaposkeresztúr avea 335 de locuitori. Din punct de vedere etnic, majoritatea locuitorilor (82,07%) erau maghiari, existând și minorități de romi (16,03%) și germani (1,09%).  Din punct de vedere confesional, majoritatea locuitorilor (79,7%) erau romano-catolici, cu o minoritate de persoane fără religie (6,27%). Pentru 13,13% din locuitori nu este cunoscută apartenența confesională.